# モーリス・バラーシュテット
モーリス・バラーシュテット（Maurice Ballerstedt、2001年1月16日 - ）は、ドイツ・ベルリン出身の自転車競技選手。現在はUCIワールドチームのアルペシン・ドゥクーニンクに所属している。

## 経歴
2010年から2014年までRSVブランケンフェルデ、2015年から2019年までSCベルリンに所属し、アマチュアとして活動した。
2020年、ユンボ・ヴィスマ・ディベロップメントチームに加入しプロキャリアを開始。
2021年、ツール・デュ・ペイ・ド・モンベリアルで総合優勝を果たし、最終ステージでも勝利を挙げた。また、ドイツ選手権U23個人タイムトライアルで2位に入った。
2022年、アルペシン・ドゥクーニンクに移籍。同年のヨーロッパ自転車競技選手権大会U23チームタイムトライアルで優勝、ドイツ選手権U23個人タイムトライアルでも優勝を果たした。
2023年、ブエルタ・ア・エスパーニャに初出場し、総合143位で完走。
2024年、ロンド・ファン・リンブルフで2位に入った。

## 主な戦績
- 2018年
  - インターナツィオナーレ・コットブザー・ジュニオレン・エタッペンファールト 総合3位
- 2019年
  - GPルクセンブルク 優勝
  - ヨーロッパ選手権ロードレース ジュニア 個人タイムトライアル 2位
  - クルス・デ・ラ・ペ ジュニア 総合2位
  - ザールラント・トロフィー 総合3位、区間1勝（チームタイムトライアル）
  - GPジェネラル・パットン 3位
- 2021年
  - ツール・デュ・ペイ・ド・モンベリアル 総合優勝
    - ヤングライダー賞
    - 区間1勝（第3ステージ）

  - クレイズ・ブレイズ・エリート 区間1勝（第1ステージ・チームタイムトライアル）
  - ドイツ選手権 U23 個人タイムトライアル 2位
- 2022年
  - ヨーロッパ選手権ロードレース U23 チームタイムトライアル 優勝
  - ドイツ選手権 U23 個人タイムトライアル 優勝
- 2023年
  - ブエルタ・ア・エスパーニャ 143位
- 2024年
  - ロンド・ファン・リンブルフ 2位